# Marek Małecki
Marek Małecki (ur. 6 lutego 1938 we Lwowie, zm. 19 lutego 2023) – polski jeździec, trener, olimpijczyk z Monachium 1972.
Jeden z najwszechstronniejszych polskich jeźdźców. Zawodnik klubu LZS Moszna. 

Wielokrotny medalista mistrzostw Polski:
- Złoty medal w konkurencji WKKW w roku 1974 (na koniu Siros),
- Srebrny medal w konkurencji WKKW w roku 1966 (na koniu Desant),
- Brązowy medal w konkurencji ujeżdżenia w roku 1976 (na koniu Olsztyn).

Na Letnich Igrzyskach Olimpijskich w roku 1972 w Monachium zajął 31. miejsce indywidualnie w konkurencji WKKW. Polska drużyna (partnerami byli: Wojciech Mickunas, Jan Skoczylas, Jacek Wierzchowiecki) została sklasyfikowana na 10. miejscu.
Uczestnik mistrzostw Europy w WKKW w roku 1975, podczas których Polska drużyna (partnerami byli: Józef Kutysz, Jacek Wierzchowiecki) zajęła 6. miejsce..